# Atribuição Climática Global
Atribuição Climática Global é uma colaboração acadêmica que estuda a atribuição de eventos extremos, realizando cálculos sobre o impacto das mudanças climáticas em eventos meteorológicos extremos, como ondas de calor, secas e tempestades. Quando um evento extremo ocorre, o projeto calcula a probabilidade de que a ocorrência, intensidade e duração do evento tenham sido causadas pelas mudanças climáticas. O projeto se especializa em produzir relatórios de forma rápida, enquanto as notícias sobre o evento ainda estão frescas.
Atribuição Climática Global foi fundada em 2014 pelos climatologistas Friederike Otto [en], que continua como líder, e Geert Jan van Oldenborgh [en]. As instituições participantes são o Imperial College London, o Instituto Meteorológico Real dos Países Baixos, o Laboratório de Ciências do Clima e do Meio Ambiente [en], a Universidade de Princeton, o Centro Nacional de Pesquisa Atmosférica dos EUA, a ETH Zurique, o IIT Delhi [en] e especialistas em impactos climáticos do Centro Climático da Cruz Vermelha / Crescente Vermelho.
A resposta do WWA a um evento meteorológico extremo tem três partes:
- Definir o evento: a região geográfica afetada, quais parâmetros meteorológicos são de interesse.
- Coletar dados históricos: dados meteorológicos da região de 1950 até o presente. Com base nesses dados históricos, podem ser calculadas estatísticas sobre padrões climáticos normais e extremos para o local.
- Simular o evento várias vezes com modelos computacionais, comparando simulações com as condições atuais de gases de efeito estufa com as condições de gases de efeito estufa anteriores.

Os resultados são sintetizados em um relatório e publicados inicialmente de forma rápida, e depois, eventualmente, por meio do processo de revisão científica.

## Exemplos de incidentes
A seguir, estão exemplos de eventos extremos de frio, inundação, calor e seca que foram estudados pelo WWA.
- Um padrão climático incomum que congelou vinhedos e outras culturas na França na primavera de 2021[7] foi 60% mais provável devido às mudanças climáticas.[8]
- As inundações na Nigéria e em áreas vizinhas em 2022 se tornaram mais prováveis e intensas devido às mudanças climáticas. O WWA modelou as precipitações de junho a setembro nas áreas de drenagem do Lago Chade e do rio Níger inferior, analisando a precipitação total e as semanas de chuvas intensas.[9][10]
- A onda de calor de 2022 na Índia e no Paquistão se tornou 30 vezes mais provável e intensa devido às mudanças climáticas.[11][12]
- Uma seca de vários anos que contribuiu para a fome em Madagascar em 2021 provavelmente não foi causada pelas mudanças climáticas. O WWA estudou a precipitação no sul de Madagascar durante o período de dois anos que terminou em junho de 2021, concluindo que a seca observada tinha uma chance de 1 em 135 de ocorrer, sendo apenas ligeiramente afetada pelas mudanças climáticas.[13][14]